# Dichochrysa mauriciana
Dichochrysa mauriciana är en insektsart som först beskrevs av Hölzel och Ohm 1991.  Dichochrysa mauriciana ingår i släktet Dichochrysa och familjen guldögonsländor. Inga underarter finns listade i Catalogue of Life.